# Air officer commanding
L'air officer commanding (AOC) est une fonction militaire attribuée à un officier des forces aériennes du Commonwealth et d'autres pays[Lesquels ?]. 
L'officier AOC occupe un poste de commandement qui inclut généralement la gestion des ressources de la force aérienne. L'équivalent de ce terme pour les officiers de l'armée de terre est le General Officer Commanding (GOC).

## Référence
1. ↑  (en) Richard Bowyer, Dictionary of Military Terms, Taylor & Francis, 1999 (ISBN 9781579581565, lire en ligne), p. 6